# RT Большой Медведицы
RT Большой Медведицы (лат. RT Ursae Majoris) — одиночная переменная звезда в созвездии Большой Медведицы на расстоянии (вычисленном из значения параллакса) приблизительно 8753 световых лет (около 2684 парсеков) от Солнца. Видимая звёздная величина звезды — от +9,6m до +8,6m.

## Характеристики
RT Большой Медведицы — красная углеродная пульсирующая медленная неправильная переменная звезда (LB) спектрального класса C4,4(N5) или C4+,4.